# 제곱근
수학에서, 어떤 수의 제곱근(-根, 영어: square root) 또는 자승근은 제곱하여 그 수가 되는 모든 수이다. 거듭제곱의 역연산이다. 즉, 실수 및 복소수 {\displaystyle a}에서, '제곱한 수 {\displaystyle a}의 뿌리가 되는 모든 수'를 뜻한다. 실수의 범위에서만 보면, 모든 양의 실수는 서로 덧셈 역원인 두 제곱근을 가지며, 이 중 음이 아닌 하나를 주요 제곱근(主要제곱根, 영어: principal square root)이라고 한다. 그러나 0의 제곱근은 0뿐이므로 이를 주요 제곱근으로 삼으며, 음의 실수의 실수 제곱근은 존재하지 않으므로 주요 제곱근을 정의할 수 없다. 예를 들어, 실수 9의 제곱근은 ±3이며, 이 중 주요 제곱근은 3이다. 또한 −4의 제곱근은 존재하지 않는다. 복소수의 범위에서 보면, 모든 0이 아닌 복소수는 서로 중심 대칭인 두 제곱근을 가지며, 이 중 편각이 원래의 반인 하나를 주요 제곱근으로 삼는다. 예를 들어, 복소수 {\displaystyle 2i}의 제곱근은 {\displaystyle \pm (1+i)}이며, 이 중 주요 제곱근은 1 + i이다.
미지수 {\displaystyle x}의 주요 제곱근은 근호를 써서 {\displaystyle {\sqrt {x}}} (√x)라고 적고, {\displaystyle x}의 제곱근 이라고 읽는다.

## 역사

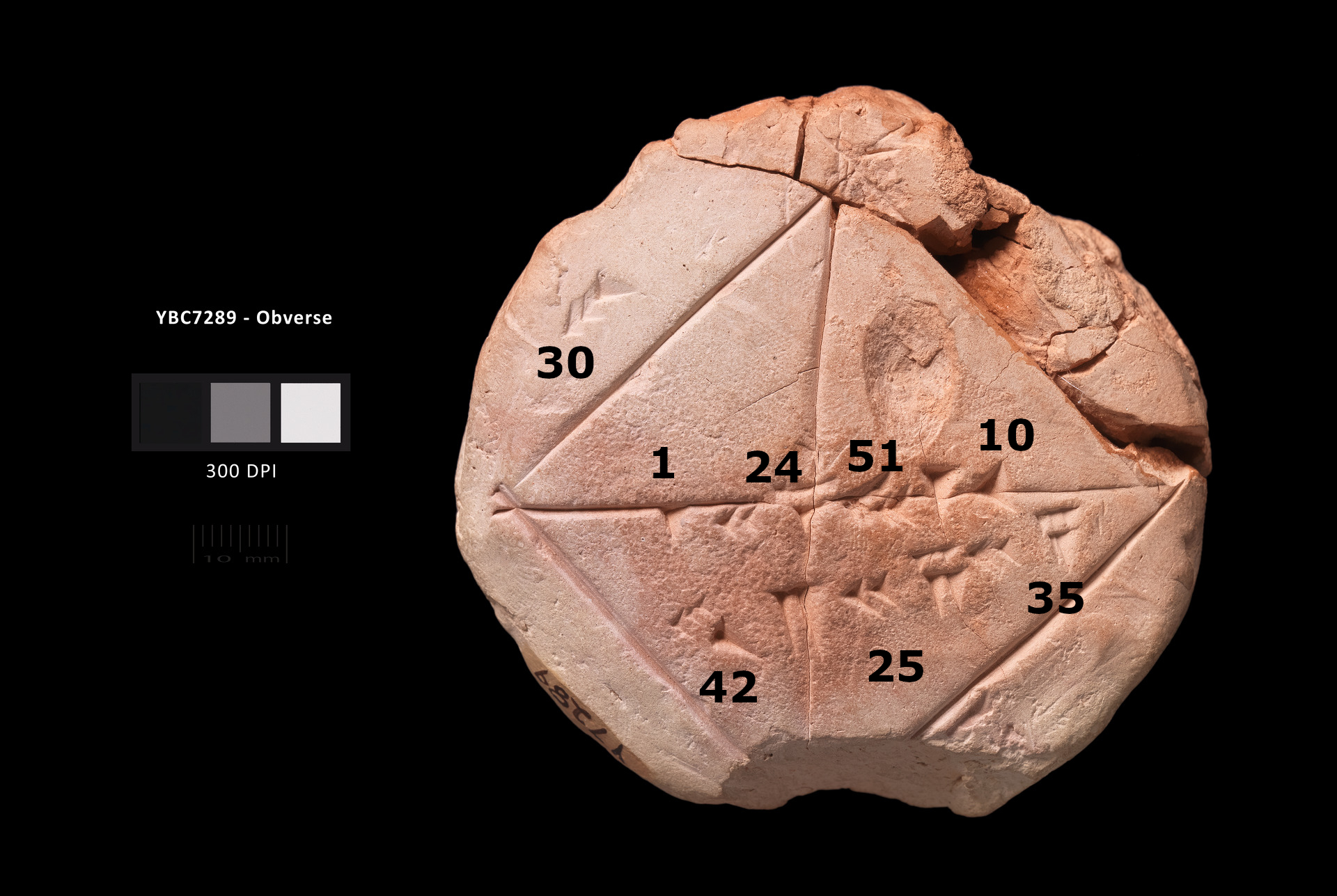
YBC 7289 점토판.

기원전 1800년과 기원전 1600년 사이에 작성된 YBC 7289 점토판에는 √2의 근삿값을 계산한 결과가 적혀 있다. 60진법 (1;24,51,10)을 10진법으로 바꾸면 1.41421296..으로 실제 √2의 값 1.41421356..과 소숫점 아래 다섯 자리까지 일치한다.
√2가 무리수라는 것을 처음으로 증명한 사람은 피타고라스의 제자 히파소스로 알려져 있다.
페르시아의 수학자 콰리즈미(783~850)는 《약분·소거 계산론》에서 제곱근을 ‘자드르(جذر)’라고 불렀다. ‘자드르(جذر)’는 ‘근본’·‘기반’·‘뿌리’ 등을 뜻하는데 이것에 유럽에 전해지면서 ‘뿌리’라는 뜻의 라틴어 단어 ‘라딕스(radix)’로 번역되었다.
아랍 수학자들은 ‘자드르(جذر)’의 첫글자인 짐(ﺟ)을 제곱근을 위한 기호로 썼는데, 이렇게 쓰인 가장 오래된 문헌으로는 이븐 알야사민(?~1204)의 저작이 있다. 한편 유럽에서는 레기오몬타누스(1436~1476)가 대문자 R을 제곱근 기호로 쓰기 시작했다. 현대적인 근호 √의 기원은 아랍 문자 ﺟ이 변형된 것이라는 설과 소문자 r이 변형된 것이라는 설 등이 있다. 현대적인 근호가 제일 먼저 쓰인 책은 크리스토프 루돌프의 독일어 대수학 교과서인 《Behend vnnd Hübsch Rechnung durch die kunstreichen regeln Algebre, so gemeincklich die Coss genennt werden》(1525)이다.

## 정의

### 실수의 경우
음수가 아닌 실수 {\displaystyle x}의 주요 제곱근 {\displaystyle {\sqrt {x}}}은 실수의 완비성에 따라 존재하며, 다음과 같다.
{\displaystyle {\sqrt {x}}=\sup\{y\in \mathbb {R} \colon y^{2}<x\}}
여기서 {\displaystyle \sup }는 집합의 상한이다. 남은 한 제곱근은 물론 {\displaystyle -{\sqrt {x}}}이다. 음의 실수의 제곱근은 실수 범위에서 존재하지 않는다.

### 복소수의 경우
극 형식으로 나타낸 임의의 복소수 {\displaystyle z=re^{i\theta }}의 주요 제곱근 {\displaystyle {\sqrt {z}}}은 다음과 같다.
{\displaystyle {\sqrt {z}}={\sqrt {r}}e^{i\theta /2}}
남은 한 제곱근은
{\displaystyle -{\sqrt {z}}={\sqrt {r}}e^{i(\theta /2+\pi )}}
이다. 이 경우 음의 실수 역시 제곱근을 가지며, 예를 들어 -3의 주요 제곱근은 {\displaystyle {\sqrt {3}}i}이다.

## 성질

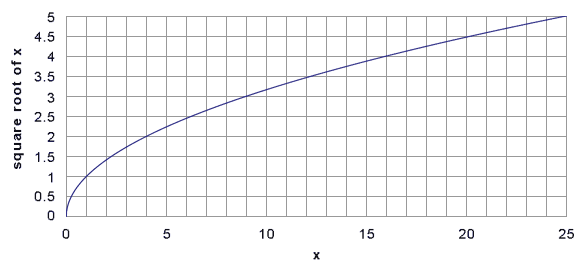
함수 의 그래프

- 제곱근 함수 {\displaystyle {\sqrt {x}}}는 음이 아닌 실수의 집합 {\displaystyle \mathbb {R} ^{+}\cup \{0\}}에서 자기 자신으로 가는 함수이다. {\displaystyle x}가 유리수일 때, {\displaystyle {\sqrt {x}}}는 대수적 수가 된다.

- 제곱근 함수는 다음과 같은 성질이 성립한다.

음이 아닌 두 실수 {\displaystyle x}와 {\displaystyle y}에 대하여 {\displaystyle {\sqrt {xy}}={\sqrt {x}}{\sqrt {y}}}이다.
음이 아닌 실수 {\displaystyle x}에 대하여 {\displaystyle {\sqrt {x^{2}}}={\sqrt {x}}^{2}=x}이다.
일반적으로 실수 {\displaystyle x}에 대하여 {\displaystyle {\sqrt {x^{2}}}=|x|}이다.
자연수 {\displaystyle x}에 대해 {\displaystyle {\sqrt {x}}}는 자연수이거나 실수이다.

## 제곱근의 계산
제곱근의 풀이법은 아르키메데스의 저서에서도 언급된 바 있으며, 헤론은 바빌로니아 법과 거의 비슷한 풀이를 저서에서 제시하기도 했다. 나눗셈과 비슷한 방법으로 제곱근을 구하는 전통적인 방법인 개평법도 있다. 개평법은 16세기에 발견된 풀이로써 (a1＋a2＋…＋ak)2 ＝a12＋(2a1＋a2)a2＋(2a1＋2a2＋a3)a3 ＋…＋(2a1＋2a2＋…＋ak)ak라는 항등식으로부터 유도되었다. 그러나 이 방법은 각 자리의 숫자를 정확히 구할 수 있는 대신 과정이 복잡하고 계산 효율이 낮아 현대에는 거의 사용되지 않는다. 대신에, 제곱근에 빠르게 수렴하는 수열을 만들어 근삿값을 구하는 방법인 바빌로니아 법을 이용하는 것이 보통이다. 이것은 뉴턴랩슨 법을 이용하여 이차방정식의 근사해를 구하는 것과 동일하다.
양의 실수 {\displaystyle a}에 대하여 다음 과정을 따라 {\displaystyle {\sqrt {a}}}의 근삿값을 구할 수 있다.
1. 임의의 양의 실수 {\displaystyle x_{0}}를 택한다. 이 값이 {\displaystyle {\sqrt {a}}}에 가까울수록 더 빨리 근삿값을 구할 수 있다.
2. {\displaystyle x_{n+1}={\frac {1}{2}}\left(x_{n}+{\frac {a}{x_{n}}}\right)}라 한다.
3. 원하는 정밀도까지 위의 과정을 반복한다.

위에서 구한 수열 {\displaystyle \left\{x_{n}\right\}}은 {\displaystyle \lim _{n\to \infty }x_{n}={\sqrt {a}}}를 만족한다.

다음은 위의 방법에 따라 {\displaystyle \color {Blue}{\sqrt {2}}}의 근삿값을 구한 것이다.
{\displaystyle {\begin{aligned}x_{0}&=&1&\\x_{1}&=&3&/2\\x_{2}&=&17&/12\\x_{3}&=&577&/408\\x_{4}&=&665857&/470832\\x_{5}&=&886731088897&/627013566048\approx 1.4142135623~7309504880~16896235\end{aligned}}}

{\displaystyle \color {Blue}{\sqrt {2}}}의 참값과 소수점 아래 23자리까지 일치한다.
| 수  | 0      | 1      | 2      | 3      | 4      | 5      | 6      | 7      | 8      | 9      |
| --- | ------ | ------ | ------ | ------ | ------ | ------ | ------ | ------ | ------ | ------ |
| 1.0 | 1.0000 | 1.0049 | 1.0099 | 1.0148 | 1.0198 | 1.0246 | 1.0295 | 1.0344 | 1.0392 | 1.0440 |
| 1.1 | 1.0488 | 1.0535 | 1.0583 | 1.0630 | 1.0677 | 1.0723 | 1.0770 | 1.0816 | 1.0862 | 1.0908 |
| 1.2 | 1.0954 | 1.1000 | 1.1045 | 1.1090 | 1.1135 | 1.1180 | 1.1224 | 1.1269 | 1.1313 | 1.1357 |
| 1.3 | 1.140  | 1.145  | 1.149  | 1.153  | 1.158  | 1.162  | 1.166  | 1.170  | 1.175  | 1.179  |
| 1.4 | 1.183  | 1.187  | 1.192  | 1.196  | 1.200  | 1.204  | 1.208  | 1.212  | 1.217  | 1.221  |
| 1.5 | 1.225  | 1.229  | 1.233  | 1.237  | 1.241  | 1.432  | 1.435  | 1.439  | 1.442  | 1.446  |

이분법 또는 뉴턴 방법을 사용할 수도 있다.

## 1부터 21까지의 자연수의 제곱근
다음은 소수점 아래 75자리까지 계산한 1부터 21까지의 (양의) 제곱근을 나타낸 것이다.
| {\displaystyle {\sqrt {1}}}  | = | 1                                                                                    |
| {\displaystyle {\sqrt {2}}}  | ≈ | 1.4142135623 7309504880 1688724209 6980785696 7187537694 8073176679 7379907324 78462 |
| {\displaystyle {\sqrt {3}}}  | ≈ | 1.7320508075 6887729352 7446341505 8723669428 0525381038 0628055806 9794519330 16909 |
| {\displaystyle {\sqrt {4}}}  | = | 2                                                                                    |
| {\displaystyle {\sqrt {5}}}  | ≈ | 2.2360679774 9978969640 9173668731 2762354406 1835961152 5724270897 2454105209 25638 |
| {\displaystyle {\sqrt {6}}}  | ≈ | 2.4494897427 8317809819 7284074705 8913919659 4748065667 0128432692 5672509603 77457 |
| {\displaystyle {\sqrt {7}}}  | ≈ | 2.6457513110 6459059050 1615753639 2604257102 5918308245 0180368334 4592010688 23230 |
| {\displaystyle {\sqrt {8}}}  | ≈ | 2.8284271247 4619009760 3377448419 3961571393 4375075389 6146353359 4759814649 56924 |
| {\displaystyle {\sqrt {9}}}  | = | 3                                                                                    |
| {\displaystyle {\sqrt {10}}} | ≈ | 3.1622776601 6837933199 8893544432 7185337195 5513932521 6826857504 8527925944 38639 |
| {\displaystyle {\sqrt {11}}} | ≈ | 3.3166247903 5539984911 4932736670 6866839270 8854558935 3597058682 1461164846 42609 |
| {\displaystyle {\sqrt {12}}} | ≈ | 3.4641016151 3775458705 4892683011 7447338856 1050762076 1256111613 9589038660 33818 |
| {\displaystyle {\sqrt {13}}} | ≈ | 3.6055512754 6398929311 9221267470 4959462512 9657384524 6212710453 0562271669 48293 |
| {\displaystyle {\sqrt {14}}} | ≈ | 3.7416573867 7394138558 3748732316 5493017560 1980777872 6946303745 4673200351 56307 |
| {\displaystyle {\sqrt {15}}} | ≈ | 3.8729833462 0741688517 9265399782 3996108329 2170529159 0826587573 7661134830 91937 |
| {\displaystyle {\sqrt {16}}} | = | 4                                                                                    |
| {\displaystyle {\sqrt {17}}} | ≈ | 4.1231056256 1766054982 1409855974 0770251471 9922537362 0434398633 5730949543 46338 |
| {\displaystyle {\sqrt {18}}} | ≈ | 4.2426406871 1928514640 5066172629 0942357090 1562613084 4219530039 2139721974 35386 |
| {\displaystyle {\sqrt {19}}} | ≈ | 4.3588989435 4067355223 6981983859 6156591370 0392523244 4936890344 1381595573 28203 |
| {\displaystyle {\sqrt {20}}} | ≈ | 4.4721359549 9957939281 8347337462 5524708812 3671922305 1448541794 4908210418 51276 |
| {\displaystyle {\sqrt {21}}} | ≈ | 4.5825756949 5584000658 8047193728 0084889844 5657676797 1902607242 1239068684 25547 |

## 같이 보기
- 근(루트)
- 거듭제곱근
- 곱셈공식
- 방정식
- 제곱근의 날